# Anderson (Alabama)
Anderson – miasto w Stanach Zjednoczonych, w stanie Alabama, w hrabstwie Lauderdale. W roku 2023 miasto zamieszkiwało 255 osób, a gęstość zaludnienia wynosiła 77,3 osoby/km².